# Турска православна църква
Автокефалната турска православна патриаршия или накратко Турска православна църква (на турски: Bağımsız Türk Ortodoks Patrikhanesi, или на турски: Türk Ortodoks Patrikhanesi) е църковна структура, създадена в периода 1921-1924 г. в Турция.
Ползва се с официалното признание на турската държава, но не е призната за канонична от останалите поместни православни църкви.

## История
Турската православна църква е основана от отец Павлос Ефтимос през 1922 година.

## Църкви
Турската партриаршия разполага с 3 църкви в Истанбул.

## Патриарси
- Евтим I (1923-1962)
- Евтим II (1962-1991)
- Евтим III (1991-2002)
- Евтим IV (2002-)

## Галерия
- Седалището на турската патриаршия